# Dysgonia rogenhoferi
Dysgonia rogenhoferi là một loài bướm đêm thuộc họ Erebidae. Nó được tìm thấy ở Liban, Israel, Iraq, Arabia, Turkmenistan, miền bắc Iran, Uzbekistan, the European part of miền nam Nga, Azerbaijan và Pakistan.
Có thể có một lứa một năm. Con trưởng thành bay từ tháng 4 đến tháng 6.
Ấu trùng ăn các loài Tamarix.